# Orient (Maine)
Orient és una població dels Estats Units a l'estat de Maine (EUA). Segons el cens del 2000 tenia 145 habitants.

## Demografia
Segons el cens del 2000, Orient tenia 145 habitants, 61 habitatges, i 40 famílies. La densitat de població era d'1,6 habitants/km².
Dels 61 habitatges en un 31,1% hi vivien nens de menys de 18 anys, en un 50,8% hi vivien parelles casades, en un 9,8% dones solteres, i en un 32,8% no eren unitats familiars. En el 23% dels habitatges hi vivien persones soles el 6,6% de les quals corresponia a persones de 65 anys o més que vivien soles. El nombre mitjà de persones vivint en cada habitatge era de 2,38 i el nombre mitjà de persones que vivien en cada família era de 2,76.
Per edats la població es repartia de la següent manera: un 22,8% tenia menys de 18 anys, un 4,8% entre 18 i 24, un 28,3% entre 25 i 44, un 24,8% de 45 a 60 i un 19,3% 65 anys o més.
L'edat mediana era de 42 anys. Per cada 100 dones de 18 o més anys hi havia 111,3 homes.
La renda mediana per habitatge era de 19.750 $ i la renda mediana per família de 26.250 $. Els homes tenien una renda mediana de 36.250 $ mentre que les dones 20.625 $. La renda per capita de la població era de 12.131 $. Entorn del 18,2% de les famílies i el 29,6% de la població estaven per davall del llindar de pobresa.